# پایین احمدکلا
پایین احمدکلا، روستایی است از توابع بخش مرکزی شهرستان بابلسر در استان مازندران ایران.

## جمعیت
این روستا در دهستان ساحلی قرار داشته و براساس آخرین سرشماری مرکز آمار ایران که در سال ۱۳۹۵ صورت گرفته، جمعیت آن ۱۳۲۳ نفر (۲۸۵خانوار) بوده‌است.این روستا هم جوار روستای بالااحمدکلا می‌باشد. ما بین این دو روستا ۱۰۰ هکتار زمین پوشیده از چمن قرار دارد.
شغل اصلی ساکنین کشاورزی، باغداری و ماهیگیری می‌باشد.